# Никола Топалов
Никола Топалов е български революционер, участник в Българското опълчение.

## Биография
Никола Топалов е роден в разложкото село Белица, което тогава е в Османската империя. Емигрира в Румъния, където влиза в средите на революционната емиграция. След избухването на Руско-турската война се записва доброволец и на 5 август 1877 година постъпва в I рота от Втора серия на I опълченска дружина.
След Берлинския договор се включва в съпротивителното движение. Взима участие в Кресненско-Разложкото въстание. След въстанието се установява да живее в село Долна баня.